# Driepuntsgarnaaltje
Het driepuntsgarnaaltje (Philocheras trispinosus) is een garnalensoort uit de familie van de Crangonidae. De wetenschappelijke naam van de soort werd in 1835 voor het eerst geldig gepubliceerd door Hailstone.

## Beschrijving
Het driepuntsgarnaaltje wordt bijna 30 mm lang, maar wordt meestal waargenomen met afmetingen tussen de 15 en 25 mm. De carapax, de vergroeiing van kop en borststuk (thorax) tot één pantser, heeft een stekel in het midden en twee ernaast (dat zegt de naam: trispinosus). Het rostrum is aan de voorkant afgerond. Is deels doorschijnend geelbuin van kleur, licht roodbruin gestippeld, soms met enkele lichtgrijze vlekken op carapax en lijf. De totale bouw van dit garnaaltje is wat gedrongen vergeleken met andere soorten.

## Verspreiding en leefgebied
Het verspreidingsgebied van deze garnaal is van West-Europa tot de kusten van Noordwest-Afrika, inclusief de Canarische Eilanden en de Azoren. Het leefgebied is van laag in het intergetijdengebied tot ongeveer 40 meter diepte. Komt vooral voor op zandige bodems, soms in rotspoeltjes, maar dan wel met zand op de bodem. Ook tussen wier. Deze soort is in Nederland niet algemeen voorkomend.